# Malteny
Malteny – rozpuszczalna frakcja węglowodorów, będąca głównym, obok asfaltenów, składnikiem organicznym asfaltów; występują też w wielu innych bituminach. Asfalty mają charakter układów koloidalnych, w których asfalteny są rozproszone w maltenach. W przeciwieństwie do asfaltenów, malteny są rozpuszczalne w niskocząsteczkowych alkanach np. heksanie, co wykorzystuje się praktycznie do rozdzielenia tych składników asfaltu.
Barwa i konsystencja maltenów są zależne od proporcji składników, których główne grupy to:
- bezbarwne lub białe oleiste parafiny;
- brązowe oleje aromatyczno-nienasycone (stosunek molowy H/C ok. 1,5; orientacyjnie 30% atomów węgla w strukturach aromatycznych) o masach molowych 300-2000 u; główny składnik dyspergujący w układzie koloidalnym asfaltu, odpowiedzialny za podstawowe parametry użytkowe asfaltu;
- czarnobrunatne, zwykle twarde, żywice o masach molowych nawet wielu tysięcy u.

Ogólnie malteny są węglowodorami o średniej masie molowej niższej niż masa molowa asfaltenów, które z kolei bywają uważane za produkty naturalnej polimeryzacji tych pierwszych.  W asfalcie wystawionym na światło słoneczne malteny polimeryzują (do asfaltenów) częściowo przyłączając tlen z powietrza.